# 許瑢
許瑢，又名许容，福建福州府闽清县人，明朝政治人物、進士出身。

## 生平
永乐元年（1403年），福建癸未乡试中舉。永樂二年（1404年）聯捷甲申科進士。后選為翰林院庶吉士，編撰永樂大典。